# Thulinmedaljen
Thulinmedaljen instiftades 1944 av Flygtekniska Föreningen för att hedra minnet av Enoch Thulin, och skall ges till en person som erkänsla för flygteknisk eller rymdteknisk gärning. Utdelandet av Thulinmedaljen brukar äga rum årligen den 14 maj, det datum då Thulin 1919 omkom i samband med en flyguppvisning.  

## Thulinmedaljörer i urval
Nedanstående personer har samtliga tilldelats Thulinmedaljen genom åren.

### Guld
Thulinmedaljen i guld 
har tilldelats följande pionjärer för utomordentligt förtjänstfull flygteknisk gärning:

- 1944 Ivar Malmer, Överdirektör, professor
- 1948 Henry Kjellson, FIygdirektör
- 1948 Gösta von Porat, Överste
- 1949 Karl Lignell, Direktör
- 1949 Tord Ångström, Överingenjör
- 1952 Nils Söderberg, Generalmajor
- 1952 Sten Luthander, Professor
- 1954 Elis Nordqvist, Direktör
- 1955 Bo Lundberg, Civilingenjör
- 1955 B. M. Westergård, Flygöverdirektör
- 1957 Erik Sjögren, Flygdirektör
- 1958 Olof Carlstein, Direktör
- 1960 Erik Petersohn, Civilingenjör
- 1961 Erland Forslund, Direktör
- 1961 Tryggve Holm, Direktör
- 1961 Lars Brising, Teknologie doktor
- 1963 Hans-Eric Löfkvist, Direktör
- 1964 Gustaf Gudmundson, Direktör
- 1965 Tore Gullstrand, Direktör
- 1965 Bengt Wassgren, Överingenjör
- 1966 Torsten Faxén, Direktör
- 1967 Åke Sundén, Överdirektör
- 1968 Frid Wänström, Civilingenjör
- 1970 Tore Edlén, Överingenjör
- 1972 Erik Bratt, Överingenjör
- 1974 Georg Drougge, Avdelningschef
- 1975 Thorvald Andersson, Flygkapten
- 1976 Henrik Lindgren, Civilingenjör
- 1977 Björn Thörnblom, Direktör
- 1978 Harald Schröder, Direktör
- 1979 Sune Berndt, Professor
- 1980 Åke Armgarth, Civilingenjör
- 1981 Mårten Landahl, Professor
- 1982 Arne Frykholm, Flygöverläkare
- 1983 Gunnar Broman, Direktör
- 1984 Gunnar Lindqvist, Generalmajor
- 1985 Lars-Erik Nordström, Flygsäkerhetsdirektör
- 1986 Sven-Olof Ohlin, Generaldirektör
- 1987 Rudolf Abelin, Direktör
- 1987 Björn Andreasson, Ingenjör
- 1990 Lorentz Elmeland, Civilingenjör
- 1992 Sven-Olof Ridder, Civilingenjör
- 1993 Georg Karnsund, Direktör
- 1993 Sten Gustafsson, Direktör
- 1994 Bengt Hultqvist, Professor
- 1995 Sven-Olof Hökborg, Generalmajor
- 1996 Fredrik Engström, Direktör
- 1998 Olof Lundberg, Direktör
- 1998 Olof Dahlsjö, Teknologie doktor
- 1999 Håkan Lans, Ingenjör
- 2001 Tommy Ivarsson, Civilingenjör
- 2002 Bengt Halse, Direktör
- 2003 Conny Kullman, Direktör
- 2004 Billy Fredriksson, Direktör
- 2005 Lennart Lübeck, Direktör
- 2006 Ulf Edlund, Överingenjör
- 2006 Ulf Olsson, Teknisk direktör
- 2007 Ingvar Sundström, Civilingenjör
- 2008 Sven Grahn, Civilingenjör
- 2009 Peter Möller, Civilingenjör
- 2010 Lennart Joelsson, Civilingenjör
- 2011 Ulf Ringertz, Professor
- 2014 Bengt-Olof Elfström, Professor
- 2015 Lars Sjöström, Civilingenjör
- 2016 Anders Blom, Teknologie doktor
- 2018 Bengt Sjöberg, Civilingenjör
- 2019 Torbjörn Johansson, Civilingenjör
- 2020 Christer Fuglesang, Teknologie doktor
- 2022 Petter Krus, Professor
- 2023 Eddy de La Motte, Civilingenjör
- 2024 Marcus Wandt, Astronaut, Testpilot mm

### Silver
Thulinmedaljen i silver har tilldelats följande, som genom självständigt arbete, avhandling eller konstruktion främjat den flygtekniska utvecklingen:

- 1948 AJ Andersson, Överingenjör
- 1948 Bo Lundberg, Civilingenjör
- 1948 Frid Wänström, Civilingenjör
- 1952 Lars Brising, Teknologie doktor
- 1953 Curt Nicolin, Direktör
- 1956 Erik Bratt, Överingenjör
- 1960 Bengt Olow, Överingenjör
- 1962 Hans Olof Palm, Civilingenjör
- 1962 Gunnar Norén, Civilingenjör
- 1968 Hermann Behrbohm, Dr. rer. nat.
- 1970 Bengt Sjöberg, Civilingenjör
- 1973 Nils Lidbro, Ingenjör
- 1978 Bengt Ahrén, Teknologie doktor
- 1980 Bert Arlinger, Teknologie licentiat
- 1981 Ingvar Ericson, Ingenjör
- 1981 Hans Mennborg, Civilingenjör
- 1981 Gösta Rosander, Teknologie licentiat
- 1982 Nils-Eric Iwar, Civilingenjör
- 1982 Milton Mobärg, Ingenjör
- 1984 Per-Olof Elgcrona, Civilingenjör
- 1984 Gunnar Hellström, Civilingenjör
- 1985 Erik Bergstedt, Civilingenjör
- 1985 Ewald Wedin, Civilingenjör
- 1986 Ingemar Carlsson, Teknisk direktör
- 1986 Börje Fondén, Civilingenjör
- 1986 Härje Thunholm, Teknologie licentiat
- 1987 Arne Almesåker, Ingenjör
- 1987 Lennart Nordström, Civilingenjör
- 1987 Åge Röed, Civilingenjör
- 1988 Hans Ahlinder, Direktör
- 1988 Jan Hammarström, Direktör
- 1988 Helmer Larsson, Forskningsingenjör
- 1988 Arthur Rizzi, Teknologie doktor
- 1989 Börje Andersson, Teknologie doktor
- 1989 Johnny Andersson, Civilingenjör
- 1990 Börje Håkansson, Ingenjör
- 1991 Gustaf Bennich, Civilingenjör
- 1991 Tage Simonsson, Platschef
- 1992 Bengt Dellby, Överingenjör
- 1992 Karl-Erik Stäke, Ingenjör
- 1992 Jan Torin, Civilingenjör
- 1993 Tommy Ivarsson, Civilingenjör
- 1993 Sven Grahn, Civilingenjör
- 1994 Gösta Niss, Ingenjör
- 1994 Björn Sjöblom, Teknologie doktor
- 1994 Bengt Skarman, Civilingenjör
- 1995 Jan-Olov Lenman, Civilingenjör
- 1995 Roland Sundén, Civilingenjör
- 1995 Johan Öster, Civilingenjör
- 1996 Per Pellebergs, Civilingenjör
- 1996 Staffan Meijer, Civilingenjör
- 1996 Lars Peterson, Ingenjör
- 1997 Anders Blom, Teknologie doktor
- 1997 Stefan Zenker, Civilingenjör
- 1998 Lars-Erik Eriksson, Professor
- 1998 Sture Rodling, Ingenjör
- 1999 Ulf Rehme, Civilingenjör
- 2000 Ulf Balldin, Professor
- 2000 Lars Rundqwist, Teknologie doktor
- 2001 Arne Broman, Civilingenjör
- 2001 Jan Häggander, Civilingenjör
- 2002 Conny Carlson, Civilingenjör
- 2002 Erik Kullberg, Ingenjör
- 2003 Karl G Lövstrand, Överingenjör
- 2003 Bo Wahlgren, Civilingenjör
- 2004 Jan Askne, Professor
- 2004 Lars Josefsson (professor) (född 1939), Professor i antennteknologi[2]
- 2004 Jan Wigren, Civilingenjör
- 2005 Hans Mårtensson, Civilingenjör
- 2005 Ingmar Hedblom, Civilingenjör
- 2006 Fredrik von Schéele, Civilingenjör
- 2006 Ola Berger, Civilingenjör
- 2007 Peter Eliasson, Teknologie doktor
- 2007 Peter Rathsman, Civilingenjör
- 2008 Thomas Johnsson, Civilingenjör
- 2008 Per Erik Ljung, Civilingenjör
- 2009 Hans Hellsten, Teknologie doktor
- 2009 Göte Strindberg, Civilingenjör
- 2009 Boris Smeds, Teknologie licentiat
- 2010 Gert Sjunnesson, Civilingenjör
- 2010 Kenneth Svensson, Civilingenjör
- 2010 Torbjörn Hult, Civilingenjör
- 2011 Patrick Berry, Teknologie licentiat
- 2011 Gunnar Ericsson, Civilingenjör
- 2012 Henrik Elinder, Civilingenjör
- 2012 Göte Svedenkrans, Civilingenjör
- 2013 Pontus Nordin, Civilingenjör
- 2013 Örjan Arulf, Civilingenjör
- 2014 Jörgen Nilsson, Civilingenjör
- 2015 Carl-Olof Carlsson, Civilingenjör
- 2015 Jirí Gaisler, Civilingenjör
- 2016 Hans Ansell, Teknologie doktor
- 2016 Björn Fehrm, Flygingenjör
- 2017 Per Bodin, Teknologie doktor
- 2017 Mikael Pettersson, Civilingenjör
- 2018 Per Nylén, Teknologie doktor
- 2019 Dag Folkesson, Civilingenjör
- 2020 Lars Ulander, Teknologie doktor
- 2021 Henrik Holter, Teknologie doktor
- 2022 Stig-Ove Silverlind, OCC Manager
- 2024 Daniel Eckerström
- 2024 Roy Kihlén

### Brons
Thulinmedaljen i brons har tilldelats följande, som främjat Flygtekniska Föreningen: 
- 1944 AB Thulinverken
- 1944 G L M Ericson, Ingenjör
- 1944 C Florman, Kapten
- 1944 C G von Porat, Överste
- 1944 C Sparre, Flygöverdirektör
- 1944 T Ångström, Överingenjör
- 1963 Tore Gullstrand, Docent
- 2011 A Gustafsson, Civilingenjör
- 2013 Ove Dahlén, Ingenjör
- 2015 Petter Krus, Professor
- 2015 Christina Ahremark, Civilingenjör